# Johan Heldenbergh
Johan Heldenbergh (ur. 9 lutego 1967 w Wilrijk) – belgijski aktor filmowy, teatralny i telewizyjny, okazjonalnie również scenarzysta, dramaturg, reżyser filmowy i teatralny. Wystąpił w ponad 60 filmach i serialach telewizyjnych. 
Jego debiutem kinowym była epizodyczna rola w holenderskim dramacie Ród Antonii (1995) Marleen Gorris, nagrodzonym Oscarem dla najlepszego filmu nieanglojęzycznego. Uznanie międzynarodowe zyskał dzięki występom w filmach Felixa van Groeningena Boso, ale na rowerze (2009) i W kręgu miłości (2012). Za występ w drugim z nich otrzymał nominację do Europejskiej Nagrody Filmowej dla najlepszego aktora.
Kariera Heldenbergha nabrała nagłego rozpędu, dzięki czemu mógł wystąpić w wielu europejskich, jak i amerykańskich produkcjach. W jego filmografii znajdziemy role w takich tytułach, jak m.in. Zupełnie Nowy Testament (2015), Azyl (2017), 55 kroków (2017) czy Aida (2020).  